# EIGRP
Enhanced Interior Gateway Routing Protocol (EIGRP) este introdus în 1994 de către Cisco sub forma unui protocol de routare proprietar. EIGRP este o versiune îmbunătățită a IGRP cu care isi si pastreaza compatibilitatea. 
EIGRP este ca și predecesorul său un protocol de rutare bazat pe principiul distanței vectoriale, si constă dintr-un schimb de informații cu celelalte rutere din rețea, coroborat cu un proces intern de stocare a datelor primite de la acestea, incluzând detaliile bazate pe caracteristicile calitative ale rutelor raportate, pe baza căror informații se va lua decizia de alegere a rutei spre o anumită destinație. Viteza mare de decizie privind nominalizarea unei rute în cazul unor schimbări de topologie în rețea face din EIGRP un concurent al OSPF.

## Principiul de funcționare
Salvarea informațiilor primite de la routerele vecine cu privire la rețelele accesibile acestora sunt salvate în așa-zisele tabele de vecini "engleză neighbour table". Cele mai reprezentative rute din punct de vedere al capacității de trafic și adresare, anunțate de routerele vecine, sunt introduse în „tabelul de topologie“ care urmărește crearea unei hărți a rețelei. Pe baza acestei reprezentări se vor lua deciziile privind ruta de transfer de la o interfața la alta a pachetelor recepționate – proces descris de algoritmul Diffusing Update Algorithm (DUAL). 
Rezultatul DUAL este o valoare numită „metrica rutei“ care însumează detaliile privind lungimea de bandă, tipul interfeței, întârzierea la propagarea prin mediul respectiv între cele două routere, numărul de routere intermediare. Calculul matematic al metricii duce la un rezultat care poate fi luat în calcul în cazul în care nu depășește o valoare standard de 255 – valoarea care va desemna calitatea unei variante de rută între două rețele, folosind anumite puncte intermediare. În momentul în care diferitele rute pentru transferul între două puncte sunt luate în calcul și sunt aranjate în funcție de metrica fiecăruia într-o ordine clară cea mai bună rută va fi introdusa în tabelul de rutare și va caracteriza topologia logică (modelul) de rutare până la apariția unui eveniment în rețea care va conturba acest model.

## Premize
Datorită compatibilității cu principalele tipuri de protocoale de rețea în special vorbind despre IP - atât Classless Inter-Domain Routing (CIDR) cât și Variable Length Subnet Mask (VLSM) - dar și IPX, Appletalk, EIGRP înlocuiește fără excepție deja clasicul IGRP fiind un preferat al rețelisticii actuale.